# Centuria Plantarum Rariorum Rossiae Meridionalis
Centuria Plantarum Rariorum Rossiae Meridionalis (abreviado Cent. Pl. Ross. Merid.) es un libro con ilustraciones y descripciones botánicas que fue escrito por el naturalista y explorador alemán Friedrich August Marschall von Bieberstein y publicado en 3 partes en Járkov los años 1810-1843 con el nombre de Centuria plantarum rariorum Rossiae meridionalis, praesertim Tauriae et Caucasi, iconibus descriptionibusque illustrata.

## Publicación
- Parte nª 1, 1810;
- Parte nª 2, 1832;
- Parte nª 3, 1843